# Libańczycy
Libańczycy (arab. ‏الشعب اللبناني‎, ash-shaʻb al-libnānī, wym. [eʃˈʃaʕeb ellɪbˈneːne]) – naród lewantyński o skomplikowanej etnogenezie, zamieszkujący terytorium Libanu, a w diasporach głównie Amerykę Południową (m.in. Brazylię, Argentynę oraz Kolumbię).
Termin ten odnosi się do arabskich, judeo-arabskich mieszkańców Libanu oraz chrześcijan maronickich osiadłych w tym kraju. Początkowo, w sposób nieścisły, termin ten odnosił się do ludów zamieszkujących obszar pomiędzy Górami Liban a Antylibanem, które dały później początek nowoczesnemu narodowi.
Libańczycy, przez swoją złożoną, wielowątkową historię, znajdują się w orbicie wpływów tak kultury arabskiej, jak i śródziemnomorskiej.